# Russell Square
Russell Square je rozsáhlé náměstí ve čtvrti Bloomsbury v londýnském obvodu Camden. Poblíž tohoto náměstí se nachází hlavní budova University of London a Britské muzeum. V roce 2002 bylo náměstí a kavárny rekonstruovány do podoby odpovídající původnímu vzhledu v 19. století podle návrhu Humpryho Reptona. Hlavní atrakcí nově opraveného náměstí je fontána s tryskami umístěnými přímo na chodníku. Náměstí je v současné době[kdy?] přes noc uzavřeno (důvodem je omezení pohybu homosexuálů hledajících sexuální partnery).
Název náměstí pochází z příjmení hrabat a vévodů z Bedfordu, jejichž rodina přispěla k rozvoji této oblasti (v níž vlastnila velkou část pozemků) v 17. a 18. století. Russel Square vzniklo, když vévoda z Bedfordu nechal vybudovat novou cestu v zahradách svého původního domu – Bedford House. Zahrady jsou zahrnuty v Registru historických parků a zahrad.
Náměstí je obklopeno velkými terasovitými domy obydlenými především příslušníky vyšší společenské třídy. Velká část původních domů, hlavně na jižní a západní straně, se dochovala až do současnosti. Na západní straně se nachází komplex budov University of London. Na jedné z těchto budov je umístěna modrá plaketa připomínající, že zde pracoval T. S. Eliot. Na východní straně náměstí stojí hotel Russell, postavený roku 1898.
Dalšími známými obyvateli tohoto náměstí byli významní architekti 19. století – otec a syn Philip a Philip Charles Hardwickové, kteří bydleli v domu číslo 60.
U kavárny na jižní straně náměstí se nachází památník obětem bombového teroristického útoku na vlak metra jedoucího mezi stanicemi King's Cross a Russel Square 7. července 2005.
V roce 2016 na tomto náměstí došlo k hromadnému pobodání.